# Neuhauser Trafo

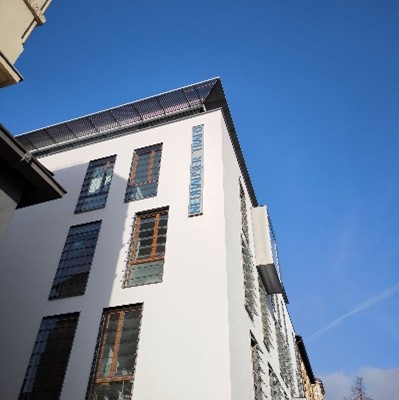
Neuhauser Trafo von der Nymphenburger Straße von außen

Der Neuhauser Trafo ist ein Gebäudekomplex in Neuhausen-Nymphenburg (Stadtbezirk 9) in München. Als zentrales soziokulturelles Zentrum mit über 350.000 Besuchen im Jahr beheimatet der Neuhauser Trafo verschiedene soziale und kulturelle Einrichtungen. Zusammen mit dem Kultur- und Bürgerzentrum Kultur im Trafo sind die Institutionen Münchner Stadtbibliothek, Münchner Volkshochschule, Geschichtswerkstatt Neuhausen und Alten- und Servicezentrum im Neuhauser Trafo vertreten. Als zentrale Anlaufstelle im Viertel liegt der Neuhauser Trafo zwischen dem Rotkreuzplatz, Schloss Nymphenburg, dem Kreativquartier mit dem Schwere Reiter Theater, dem Hirschgarten und dem Kulturzentrum Backstage. Das Grundstück grenzt direkt an die Nymphenburger Straße und den Winthirfriedhof mit der Winthirkirche. Öffentlich zugänglich ist auch der hintere Gartenbereich mit wechselnden Werken bekannter Graffiti- und Streetartkünstler wie Loomit.

## Geschichte und Architektur
Die heutige Trafo-Grundfläche war eine Wiese, die den Flurnamen „Reiseranger“ trug. Diese gehörte bis 1811 zum Engasserhof, einem großen Neuhauser Bauernanwesen, das in der Nibelungenstraße 6 stand. Diese Wiese wurde in den 1850er-Jahren an das Anwesen „Zimmergörglsölde“ in der Winthirstraße 18 verkauft. Erst 1876 erwarb die Gemeinde Neuhausen diese Fläche, um den Winthirfriedhof um einen neuen Ostteil zu vergrößern. Hier wurden die Friedhofssektionen 10, 11 und 12 angesiedelt, die vornehmlich für Kindergräber genutzt wurden.
1906 erwarben die Münchner Elektrizitätswerke den nicht mehr genutzten östlichen Friedhofsteil und errichteten auf dem rund 120 Meter nach Westen verlaufenden Grundstück ein „Unterwerk“, bestehend aus Umspannwerk, Netztrafostation und Straßenbahngleichrichterwerk. Die Stadt München kaufte 1911 dann das Vorder- und Rückgebäude Nymphenburger Straße 173.
Während des Zweiten Weltkrieges wurde an der südwestlichen Ecke des Grundstücks, direkt an der Friedhofsmauer zum Winthirfriedhof, ein Löschwasserbecken angelegt. Nach Kriegsende wurde der vordere Gebäudeteil an der Nymphenburger Straße an ein Möbelgeschäft vermietet, dem in den 1980er-Jahren ein Getränkemarkt folgte.
Seit 1994 gab es Pläne, auf dem Areal ein Bürgerzentrum zu errichten. 1998 konnte in der ehemaligen Transformatorenhalle im ersten Stock der neue Neuhauser Bürgersaal Trafo eröffnet werden, der nun kulturell genutzt wurde. Im Erdgeschoss kam das Alten- und Service-Zentrum (ASZ) Neuhausen unter und 2003 zog die Neuhauser Geschichtswerkstatt in die vorderen Räume im ersten Stock, die ursprünglich für den Hausmeister vorgesehen waren.

### Trafo I
Wegen Lärmschutzproblemen konnte der Neuhauser Bürgersaal nur eingeschränkt genutzt werden. Das führte zur Überlegung, an dieser Stelle einen Neubau für eine neue Mittelpunktbibliothek in Neuhausen-Nymphenburg zu errichten und dort auch eine Filiale der Münchner Volkshochschule und die Geschichtswerkstatt Neuhausen unterzubringen. Daraufhin wurde der vordere Bau abgebrochen und 2007 der Grundstein für den Neubau gelegt, gestaltet vom Architekturbüro a+p. Im Spätsommer 2009 war der neue Trafo fertig, wobei der bisherige Bürgersaal als Lesesaal in die Stadtbibliothek eingebunden wurde, da er unter Denkmalschutz steht. Der nun Trafo I genannte Bau ging in Betrieb.

### Trafo II
Es folgte die Planung für den Bau des Trafo II, das Kulturzentrum auf dem rückwärtigen Grundstücksteil. Zusätzlich zu dem neuen Bürgersaal mit den notwendigen Nebenräumen, wurde ein Wohngebäude mit Kindertagesstätte errichtet. Als 2014 mit den Aushubarbeiten begonnen wurde, stießen die Bagger auf Knochen und Skelette aus dem früheren Friedhof, was zu einem rund 2-monatigen Baustopp führte. Eine Klage der Anwohner aus der Aldringenstraße gegen das Bauvorhaben führte zu einem weiteren Baustopp. Eine Neuplanung durch Felix+Jonas Architekten musste vorgenommen werden. Danach zogen sich die Arbeiten noch mehr als vier Jahre hin, bis Kultur im Trafo im Sommer 2021 endlich eröffnet werden konnte. Aus gestalterischer Sicht fügt sich der neue Anbau Trafo II mit dem bestehenden Gebäude Trafo I durch seine klaren Proportionen an die angrenzenden Gebäude aus der Gründerzeit ein.